# Hoplita

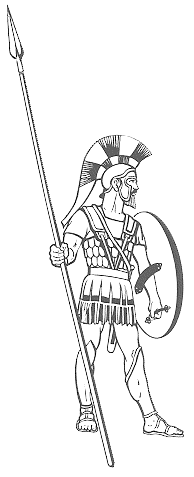
Hoplita illír sisakban, bronzpikkely mellvértben.

A hoplita vagy másként hoplitész ókori görög nehézfegyverzetű gyalogos katona volt. A görög hoplon szó jelentése fegyverzet/felszerelés, erről kapta a nevét (tévesen rögzült a köztudatban, hogy az általa használt pajzs neve ez, annak görög elnevezése aszpisz). Az ókori görög poliszok haderejének gerincét adta (a dombos görög vidék alkalmatlan volt harci szekerek, vagy nagyobb lovascsapatok műveleteire).
A hopliták ereje a phalanxban felállt zárt hadrendben volt, ha ez megbomlott, az általában a sereg vereségét jelentette. Ezt gyorsabban mozgó könnyűfegyverzetű gyalogosokkal, peltasztészekkel egészítették ki, akik gerellyel, íjjal, parittyával a szembenálló ellenséges phalanxot próbálták távolról felbomlasztani. Esetenként változó nagyságú, de általában nem meghatározó jelentőségű lovasság is jelen lehetett mellettük, amely általában arra szolgált, hogy megakadályozza a bekerítést, illetve a felderítésben és az üldözésben játszott szerepet.

## A hopliták fegyverzete

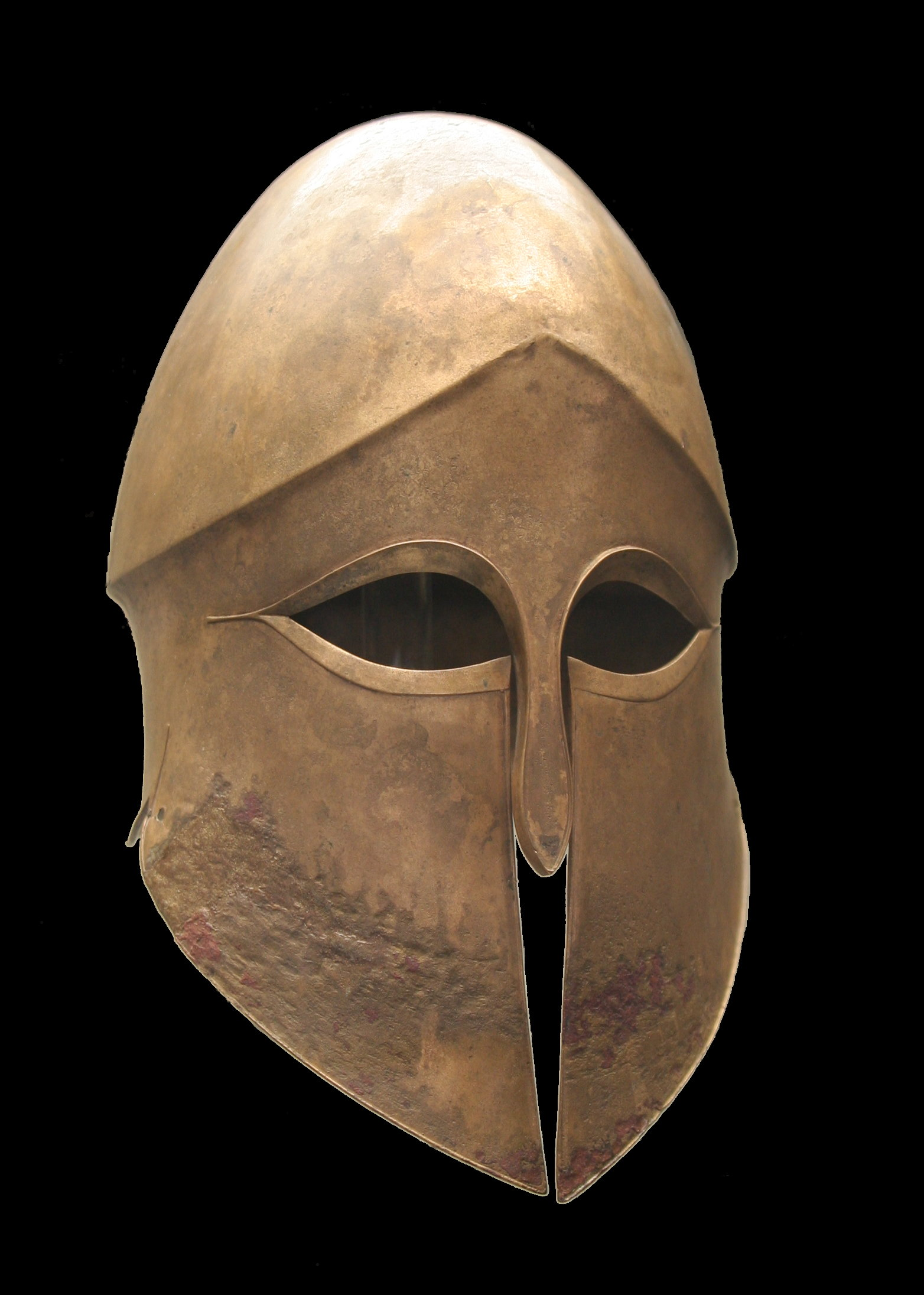
Korinthoszi sisak

A hoplita elsődleges fegyvere a dorü nevű lándzsa volt, 2–3 m-es hosszúságú kőrisfa nyéllel, levélalakú vas döfőheggyel, másik végén pedig egy kisebb, szauroter ("gyíkölő") nevű másodlagos bronz heggyel, ami az ellensúlyt képezte, de tartalékként is szolgált a lándzsa eltörése esetén, valamint ezzel adták meg a földön fekvő sebesülteknek is a kegyelemdöfést. A hellenizmus korára megjelent az akár 5 m-nél is hosszabb új típusú lándzsa, a szarisza, amely gyorsan elavulttá tette. A hoplita másodlagos fegyvere  egy rövid, 60 centiméteres, levélalakú, kétélű pengéjű, egyenes kard, a xiphosz volt. Ezt csak végszükség esetén használták, ha a lándzsa eltört, vagy elveszett.
A védőfegyverzet legfontosabb része a nagy, majdnem 1 méter átmérőjű, kerek, bőrrel bevont fapajzs, az aszpisz volt. A hopliták pajzsát az attikai írók hoplonnak nevezik, de ez a szó jelenthet nehézfegyverzetet, vagy általában vett fegyverzetet is. Az egyes poliszok a pajzs külsejére a poliszra jellemző jelet (episzémé) festettek, így a spártaiak (lakedaimóniak) lambdát, az athéniak alphát, a sziküóniak szigmát. A pajzsot a hoplita a bal kezében fogta, pontosabban bal kezét átdugta a pajzs belső részén levő bronz karpánton (porpax) és a pajzs belső peremén levő fogantyút (antilabé) markolta meg. Így karja több ponton rögzítette a pajzsot és azt jobban tudta irányítani, nemcsak magát, hanem a neki szemből balról jövő támadással szemben a tőle balra állót is védeni tudta. A jobbról jövő támadással szemben védtelenebb volt, ezért az ellenség általában onnan igyekezett támadni, onnan viszont a jobbján álló társának pajzsa védte. Ez a közelharcmód az egyik oka annak, hogy a hopliták között a gyávaság és a megfutamodás volt a legsúlyosabb vétség: ezzel nem csupán magát mentette a megfutó, de egyúttal védtelenül hagyta a sorban tőle balra álló társának jobb oldalát is.
A korai, archaikus időkre jellemző teljes bronz vértezet, amely magába foglalt sisakot, mellvértet, alkar -és felkarvértet, combvértet, lábvértet, sőt, lábfejvértet is, a klasszikus korra a legfontosabb pontokon védő elemei, azaz a sisak, mellvért és lábvért kivételével mind eltűnt. 
A hoplita fejét az adott korszak, a vagyoni helyzet, vagy az egyes poliszok szerint különböző stílusú sisakok védték. A klasszikus korban az arcot szabadon hagyó illír, a zártabb, az arcot és az orrot is védő khalkiszi, vagy a teljesen zárt korinthoszi sisaktípusok voltak a jellemzőek. Ezek egyéni ízlés szerint különböző formavilágban készülhettek, fülkivágással, vagy anélkül, illetve az illír és a khalkiszi típusok esetén előfordul a felhajtható pofalemez is. A peloponnészoszi háborúk idejére e három közül a korinthoszi sisak kiesett a használatból, helyét a jóval kevésbé munkaigényes, és kevesebb bronzból elkészíthető (azaz sokkal olcsóbb) típusok vették át, mint az elsősorban Athénban népszerű attikai, a Spártában elterjedt, egyszerű kúp alakú pilosz, vagy a thébai hopliták körében jellemző boiótiai. A hellenisztikus korra a továbbra is széleskörűen használt attikai mellett megjelent a főleg a makedón phalanxban gyakori phrügiai típus, mely készülhetett pofalemezzel, vagy anélkül, előbbi esetén előfordult az arcot teljesen takaró kialakítás is, mely díszes kidolgozásban szakállat imitált. A boiótiai siak pedig népszerű lett a lovasok között. 
A hoplita testét mellvért (thórax) védte, ami vagyoni helyzettől függően készülhetett bronzból, esetleg bőrből, de többrétegű szövetből is, utóbbit gyakran felvarrt bronzpikkelyekkel is megerősítették, főleg a legkritikusabb alhasi részén, az anyagi lehetőségekről függően azonban akár a teljes felületét is. A védőfelszerelés utolsó eleme a bronz lábvért (knémidesz), ami térdtől bokáig védte a lábszárakat.

## A hopliták harcmodora

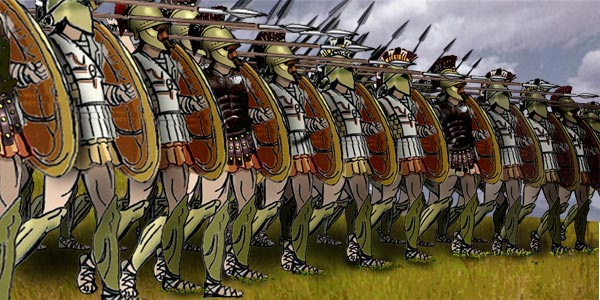
Görög phalanx

A hopliták zárt alakzatban, phalanxban harcoltak. Így próbálták fizikai nyomással és döfködéssel felbomlasztani a szembenálló phalanx zártságát. 30–40 kg súlyú fegyverzetük miatt gyors és hosszú harctéri mozgásra nem voltak alkalmasak. Zárt soraik ellen a könnyűgyalogság vagy a lovasság nem sokat tehetett, de ha felbomlottak a soraik és menekülni kezdtek, a nehéz pajzsaikat kénytelenek voltak eldobálni, az üldözőik pedig könnyen végezhettek velük egyenként. A pajzs elhagyása a visszavonulás, a vereség jele volt, ezért a spártai nők úgy buzdították hadba induló férjeiket, fiaikat, hogy vagy a pajzsukkal, vagy pedig azon térjenek haza (azaz győztesen, vagy holtan). Ennek ellenére, a mészárlás általában – néhány kivétellel – nem volt célja a háborúnak, és a győztesek megelégedtek az ellenség megfutamításával.

## A hopliták kiállítása

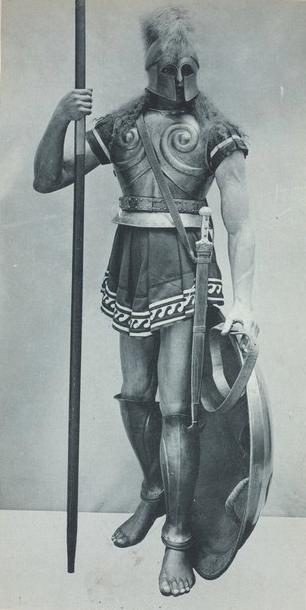
Spártai hoplita

A hoplitáknak a fegyverzetüket maguknak kellett megvásárolniuk, nem a polisztól kapták, ezért csak bizonyos anyagi szint felett engedhették meg maguknak, hogy hopliták legyenek. A szegényebbek könnyűfegyverzetben harcoltak, vagy evezősök lehettek a hadigályákon. A gazdagabbak a lótartást is megengedhették maguknak (de a görög poliszokban a lovas harcot gyakran kevesebbre tartották). A legegyszerűbb nehézfegyverzet i. e. 510 körül kb. 30 drakhmába, azaz 1–2 ökör árába került.
Árulkodó például Athénban, hogy a legvagyonosabb osztály, az ötszázmérősök (az évi gabonatermés mennyisége) után a második osztály a 300 mérő feletti hippeiszeké, azaz „lovagoké” volt, és ők engedhették meg maguknak, hogy lovasként szolgáljanak, legalábbis Szolón idején. A következő réteg a 2–300 mérő közöttieké, ők a zeugitészek, akikből a nehézfegyverzetű katonák, azaz hoplitészek lettek.